# Finnischer Fußballpokal 2000
Der Finnische Fußballpokal 2000 (finnisch Suomen Cup 2000) war die 46. Austragung des finnischen Pokalwettbewerbs. Er wurde vom finnischen Fußballverband ausgetragen. Das Finale fand am 10. November 2000 im Finnair Stadium von Helsinki statt.
Pokalsieger wurde HJK Helsinki. Das Team setzte sich im Finale gegen Kotkan Työväen Palloilijat durch und qualifizierte sich damit für den UEFA-Pokal. Titelverteidiger FC Jokerit war in der 7. Runde gegen den späteren Finalisten ausgeschieden.
Alle Begegnungen wurden in einem Spiel ausgetragen. Bei unentschiedenem Ausgang wurde das Spiel um zweimal 15 Minuten verlängert. Stand danach kein Sieger fest, folgte ein Elfmeterschießen.

## Teilnehmende Teams
Die Teilnahme war freiwillig. Insgesamt 275 Mannschaften hatten für den Pokalwettbewerb gemeldet. Dabei waren auch Juniorenmannschaften (U-20), Seniorenmannschaften (JKKI – Jalkapallon Kannossa Kaiken Ikää = Fußball für alle Altersgruppen), sowie zweite und weitere Vertretungen eines Vereins. Die Drittligisten stiegen in der 3. Runde ein, die Zweitligisten in der 4. Runde und die Erstligisten in der 6. und 7. Runde.
| Runde         | Zugänge | Sieger der letzten Runde | Spiele / Sieger |
| ------------- | ------- | ------------------------ | --------------- |
| Qualifikation | 1200    | –                        | 60              |
| 1. Runde      | 87      | 60                       | 73              |
| 2. Runde      | –       | 074 *                    | 37              |
| 3. Runde      | 37      | 37                       | 37              |
| 4. Runde      | 19      | 37                       | 28              |
| 5. Runde      | –       | 28                       | 14              |
| 6. Runde      | 06      | 14                       | 10              |
| 7. Runde      | 06      | 10                       | 08              |
| Viertelfinale | –       | 08                       | 04              |
| Halbfinale    | –       | 04                       | 02              |
| Finale        | –       | 02                       | 01              |
| Gesamt        | 2750    |                          | 2740            |

## Qualifikation
|                                 | Ergebnis              |                            |
| ------------------------------- | --------------------- | -------------------------- |
| Salibandy Club Kings            | 2:3                   | Laajasalon Palloseura      |
| Black Bee's Orimattila          | 0:8                   | Grankulla IFK              |
| Käpylän Sekunda                 | 0:3                   | Hyvinkään Ares -86         |
| FC Honka Espoo U-20             | 1:0                   | Hausjärven Nappulat        |
| Nummelan Palloseura             | 2:1                   | FC HITS Helsinki           |
| Jalkapalloseura Stars Lahti     | 1:4                   | HJK Helsinki U-20          |
| Etelän-Espoon Pallo             | 3:0                   | FC Pathoven                |
| Ekenäs FK                       | 1:3                   | Ekenäs IF                  |
| Keski-Uudenmaan Pallo           | 0:3                   | FC Viikingit               |
| Olarin Tarmo-77                 | 01:10                 | Arsenal Helsinki           |
| Pohjois-Haagan Urheilijat-2     | 6:1                   | Jalkaväki Helsinki         |
| Puistolan Urheilijat            | 2:1                   | SexyPöxyt                  |
| Pohjois-Haagan Urheilijat-3     | 1:9                   | KKK Masi Helsinki          |
| Hyvinkään Apollo                | 0:1                   | Malmin Palloseura U-20     |
| FC Lohja                        | 0:2                   | Korson Palloseura          |
| Länsipisteen Perusäijät         | 1:4                   | Malmin Palloseura          |
| Haka Valkeakoski U-20           | 9:0                   | FC Rellu                   |
| Koovee Jalkapallo               | 1:5                   | Valkeakosken Koskenpojat   |
| Ilves Tampere U-20              | 10:00                 | Tammer Futis               |
| Vammalan Palloseura             | 0:1                   | Eerolan Hurjat             |
| Raisio Futis                    | 0:3 n. V.             | Toejoen Veikot             |
| Hirsilän Pyrkiä                 | 00:3 1                | Kokemäen Kova-Väki         |
| Inter Turku U-20                | 7:1                   | Piikkiön Palloseura        |
| Lammin Veto                     | 1:0                   | Nokian Palloseura          |
| Kaarinan Pojat U-20             | 0:1                   | Turun Pyrkivä              |
| Eurajoen Kisa                   | 2:4                   | Yyterin Pallo              |
| Kurikan Ryhti                   | 1:8                   | Sepsi-78 Seinäjoki         |
| Vaasan Sport                    | 0:8                   | Ylöjärven Pallo            |
| Vasa BK-IFK U-20                | 4:2 n. V.             | IK Myran Nedervetil        |
| Kaustinen Pohjan-Veikot         | 3:3 n. V. (4:3 i. E.) | FC Kuffen                  |
| Espoon Aika-Pallo               | 5:0                   | FC Homer Helsinki          |
| FC Kuusysi/JKKI-35              | 2:7                   | FC Pallo-Lahti             |
| Otaniemen Jyllääjät             | 00:10                 | Riipilän Raketti           |
| Riihimäen Palloseura U-20       | 3:3 n. V. (4:2 i. E.) | Lahden City Stars          |
| FC Rauma                        | 7:0                   | Uudenkaupungin Pallokerho  |
| FC Jazz Pori/JKKI-35            | 0:2                   | Tervalaakson Teräs         |
| FC Teivo                        | 1:5                   | Kangasalan Voitto          |
| Kumu Kuusankoski                | 00:3 2                | Toijalan Pallo -49         |
| Pispalan Ponnistus -79          | 3:5                   | Ylöjärven Ryhti            |
| Virolahden Sampo                | 1:6                   | FC Pantterit               |
| Loviisan Riento                 | 2:1                   | FC Myllykosken Pallo -86   |
| Otavan Viesti                   | 1:5                   | Imatran Pallo-Salamat      |
| Lappeenrennan LIRY              | 00:14                 | PEPO Lappeenranta          |
| JK Rakuunat-2                   | 1:5                   | Karhulan Peli-Karhut       |
| Heinolan Palloilijat-47         | 0:5                   | Myllykosken Pallo -47 U-20 |
| Koskenmäen Pallo -90            | 0:7                   | Simpeleen Urheilijat       |
| Ruokolahden PS                  | 1:3                   | Kotkan Työväen Palloilijat |
| Lauritsalan Työväen Palloilijat | 2:0                   | Ristiinan Pallo            |
| FC Keitele Jazz                 | 3:5 n. V.             | Keuruun Pallo              |
| Kampuksen Dynamo                | 1:3                   | Haapamäen Pallo-Pojat      |
| Joensuun Ratanat U-20           | 1:3                   | Kings SC Kuopio-2          |
| Juuan Palloseura                | 0:5                   | Joensuun Ratanat           |
| Manhattan Project Kuopio        | 1:2                   | Nilsiän Pallo-Haukat       |
| FC Rebels Joensuu               | 0:2                   | Pallo-Kerho 37-2           |
| Siilinjärven Palloseura         | 00:12                 | Kuopion PS U-20            |
| PV-J Kokkola U-20               | 1:0 n. V.             | Gamlakarleby BK-2          |
| FC Dreeverit                    | 1:2                   | Oulun Luistinseura U-20    |
| Tervarit Oulu-2                 | 7:1                   | FC Kurenpojat-2            |
| Oulun Tarmo                     | 0:1                   | Namman Luja                |
| Suonenjoen Pallo -52            | 00:3 3                | Iisalmen Pallo-Veikot      |

## 1. Runde
|                                 | Ergebnis              |                                 |
| ------------------------------- | --------------------- | ------------------------------- |
| Laajasalon Palloseura           | 1:0                   | Simpeleen Urheilijat            |
| Grankulla IFK                   | 3:2 n. V.             | Esbo BK                         |
| Hyvinkään Ares -86              | 0:6                   | Pohjois-Haagan Urheilijat       |
| FC Honka Espoo U-20             | 0:3                   | FC Kelohonka                    |
| Nummelan Palloseura             | 8:0                   | Vantaa Veturi                   |
| HJK Helsinki U-20               | 4:0                   | PK-35 Helsinki                  |
| Etelän-Espoon Pallo             | 10:00                 | Sportsclub Espoo                |
| Karjalohjan Urheilijat          | 0:5                   | FC Espoo                        |
| FC Viikingit                    | 5:0                   | Malminkartanon PETO             |
| Arsenal Helsinki                | 0:3                   | Roihuvuoren Urheilijat          |
| Pohjois-Haagan Urheilijat-2     | 1:0                   | FC Pakila                       |
| Puistolan Urheilijat            | 1:2                   | Keravan Pallo-75                |
| Kaaren Pallo                    | 1:5                   | KKK Masi Helsinki               |
| Malmin Palloseura U-20          | 0:2                   | FC Futura                       |
| SexyPöxyt Espoo                 | 0:6                   | Korson Palloseura               |
| Malmin Palloseura               | 4:0                   | Vantaan Jalkapalloseura         |
| Silkkiniityn Pallo              | 4:0                   | Vaaralan Pallo-Pojat            |
| Hausjärven Nappulat-2           | 1:4                   | Pupo FC Vantaa                  |
| Ruskeasuon Palloseura           | 0:7                   | Pelimiehet Oulu                 |
| Suomi-Arabikansojen             | 8:1                   | Helsingin Ajaks                 |
| Athletico Jerkku                | 7:2                   | PK-35 Helsinki/JKKI-35          |
| Pitäjänmäen Tarmo               | 03:0 1                | Pohjois-Haagan Urheilijat-4     |
| Atlantis FC                     | 5:1                   | Zenith Myllypuro                |
| Jokelan Kisa                    | 5:0                   | FC Näädät                       |
| FC Gepardi                      | 3:2                   | Haka Valkeakoski U-20           |
| Heinäjoen PS                    | 1:2                   | Ilves Tampere/JKKI-35           |
| Valkeakosken Koskenpojat        | 4:1                   | Nekalan Pallo                   |
| Ilves Tampere U-20              | 3:2                   | FC Car Sport Team               |
| Eerolan Hurjat                  | 3:1                   | Viialan Peli-Veikot             |
| Toejoen Veikot                  | 3:2                   | FC Jazz Pori U-20               |
| Isojoenrannan Mahti             | 2:5                   | Kokemäen Kova-Väki              |
| Nations United Turku            | 1:3                   | Turun Toverit                   |
| Perniön Urheilijat              | 0:4                   | FC Espoo                        |
| Inter Turku U-20                | 4:0                   | Kaarinan Pojat-2                |
| Lammin Veto                     | 1:4                   | Tervakosken Pato                |
| Turun Pyrkivä                   | 1:2                   | Veijarit Turku                  |
| Yyterin Pallo                   | 0:7                   | Porin Palloilijat               |
| Jurva-70 Jalkapallo             | 0:3                   | Sepsi-78 Seinäjoki              |
| Ylöjärven Pallo                 | 2:1 n. V.             | Oulaisten Huima                 |
| Vasa BK-IFK U-20                | 1:2                   | IFK Mariehamn                   |
| Kaustinen Pohjan-Veikot         | 1:5                   | Vaasan PS                       |
| Espoon Aika-Pallo               | 0:1                   | Puotinkylän Valtti              |
| FC Pallo-Lahti                  | 8:9                   | Nateva Nurmijärvi               |
| Riipilän Raketti                | 3:2                   | FC Kirkkonummi                  |
| Riihimäen Palloseura U-20       | 3:0                   | Kellokosken Alku                |
| FC Rauma                        | 5:0                   | FC Boda Dragsfjard              |
| Tervalaakson Teräs              | 1:6                   | Pallo-Iirot Rauma U-20          |
| Kangasalan Voitto               | 3:1                   | Tammer Futis/JKKI-35            |
| Toijalan Pallo -49              | ?:?                   | PP-70 Tampere-2                 |
| Ylöjärven Ryhti                 | 3:0                   | Malmin Palloseura/JKKKI-35      |
| Elimäen Vauhti                  | 3:5                   | Ådalens IF                      |
| FC Pantterit                    | 0:1 n. V.             | Kotkan Työväen Palloilijat U-20 |
| Loviisan Riento                 | 9:1                   | Luumäen Pojat                   |
| Keikyän Yritys                  | 0:1                   | Imatran Pallo-Salamat           |
| PEPO Lappeenranta               | 0:2                   | Valkealan Kajo                  |
| Karhulan Peli-Karhut            | 7:1                   | Hiirolan Haka                   |
| Myllykosken Pallo -47           | 03:0 2                | Haminan Työväen Palloilijat     |
| Kotkan Työväen Palloilijat      | 3:3 n. V. (6:5 i. E.) | Voikkaan Pallo-Peikot           |
| Lauritsalan Työväen Palloilijat | 0:5                   | Popiniemen Ponnistus            |
| Jämsänkosken Ilves              | 1:2                   | Keuruun Pallo                   |
| Haapamäen Pallo-Pojat           | 0:1                   | Lohikosken Pallokerho           |
| Kings SC Kuopio-2               | 0:1                   | Siilinjärven Palloseura         |
| Joensuun Ratanat                | 3:4 n. V.             | Tohmajärven Palloseura-90       |
| Nilsiän Pallo-Haukat            | 2:1                   | Siilinjärven Palloseura/JKKI-35 |
| Pallo-Kerho 37-2                | 5:0                   | FC Eagles Kuopio                |
| Kuopion PS U-20                 | 6:0                   | Juankosken Pyrkivä              |
| Iisalmen Pallo-Veikot           | 5:3                   | Rautavaaran Raiku               |
| Soinin Tiikerit                 | 2:4                   | FC Järviseutu                   |
| FC Jukola                       | 1:4                   | Komu FT 134                     |
| PV-J Kokkola                    | 12:00                 | Ykspihlajan Reima               |
| Oulun Luistinseura              | 1:3                   | JS Hercules Oulu                |
| Tervarit Oulu-2                 | 7:0                   | Kempeleen Pallo -77             |
| Namman Luja                     | 3:4                   | FC Kurenpojat                   |
| FC Mikkeli U-20                 | Freilos               |                                 |

## 2. Runde
|                           | Ergebnis              |                                 |
| ------------------------- | --------------------- | ------------------------------- |
| Silkkiniityn Pallo        | ?:?                   | Grankulla IFK                   |
| Pohjois-Haagan Urheilijat | 1:3                   | Keravan Pallo-75                |
| Pelimiehet Oulu           | 1:5                   | Nummelan Palloseura             |
| Laajasalon Palloseura     | 1:2                   | Tervakosken Pato                |
| Malmin Palloseura         | 5:0                   | Puotinkylän Valtti              |
| KKK Masi Helsinki         | 2:0                   | Nateva Nurmijärvi               |
| Suomi-Arabikansojen       | 0:1                   | Riipilän Raketti                |
| Roihuvuoren Urheilijat    | 4:2                   | FC Kelohonka                    |
| HJK Helsinki U-20         | 3:0                   | Korson Palloseura               |
| Athletico Jerkku          | 5:3                   | Atlantis FC-3                   |
| FC Viikingit              | 2:0                   | FC Futura                       |
| Etelän-Espoon Pallo       | 1:6                   | FC Espoo                        |
| Pohjois-Haagan Urheilijat | 1:0                   | Riihimäen Palloseura U-20       |
| Pupo FC Vantaa            | 0:4                   | Ekenäs IF                       |
| Pitäjänmäen Tarmo         | 0:4                   | Jokelan Kisa                    |
| Veijarit Turku            | 00:3 1                | FC Rauma                        |
| Turun Toverit             | 0:4                   | Inter Turku U-20                |
| Kokemäen Kova-Väki        | 9:1                   | Toejoen Veikot                  |
| Pallo-Iirot Rauma U-20    | 2:1                   | Porin Palloilijat               |
| Ylöjärven Ryhti           | 7:1                   | Ilves Tampere/JKKI-35           |
| Ilves Tampere U-20        | 5:1 n. V.             | Eerolan Hurjat                  |
| Kangasalan Voitto         | 1:2                   | Toijalan Pallo -49              |
| FC Gepardi                | 3:3 n. V. (5:6 i. E.) | Valkeakosken Koskenpojat        |
| Ådalens IF                | 1:3                   | Valkealan Kajo                  |
| Loviisan Riento           | 0:2                   | Kotkan Työväen Palloilijat      |
| Imatran Pallo-Salamat     | 1:2                   | Kotkan Työväen Palloilijat U-20 |
| Karhulan Peli-Karhut      | 6:1                   | Myllykosken Pallo -47 U-20      |
| Popiniemen Ponnistus      | 2:1                   | FC Mikkeli U-20                 |
| Keuruun Pallo             | 1:2                   | Lohikosken Pallokerho           |
| Pallo-Kerho 37-2          | 5:3                   | Nilsiän Pallo-Haukat            |
| Iisalmen Pallo-Veikot     | 2:1                   | Tohmajärven Palloseura-90       |
| Siilinjärven Palloseura   | 0:2                   | Kuopion PS U-20                 |
| FC Järviseutu             | 0:1                   | PV-J Kokkola                    |
| Sepsi-78 Seinäjoki        | 4:2                   | Vaasan PS U-20                  |
| Komu FT 134               | 4:2                   | IFK Mariehamn                   |
| JS Hercules Oulu          | 2:6                   | Ylöjärven Pallo                 |
| Tervarit Oulu-2           | 0:1                   | FC Kurenpojat                   |

## 3. Runde
In dieser Runde stiegen 37 Drittligisten ein.
|                                 | Ergebnis              |                           |
| ------------------------------- | --------------------- | ------------------------- |
| Kotkan Työväen Palloilijat U-20 | 1:6                   | FC Kuusankoski            |
| Kotkan Työväen Palloilijat      | 1:1 n. V. (3:4 i. E.) | Karhulan Peli-Karhut      |
| Popiniemen Ponnistus            | 1:3                   | Valkealan Kajo            |
| Lohikosken Pallokerho           | 0:6                   | Mikkelin Pallo            |
| Kuopion PS U-20                 | 1:2                   | Pallo-Kerho 37            |
| Pallo-Kerho 37-2                | 1:2                   | SC Zulimanit              |
| Kings SC Kuopio                 | 0:1                   | Joensuun Pallo            |
| Iisalmen Pallo-Veikot           | 3:1                   | Warkauden TP              |
| Lapuan Virkiä                   | 1:1 n. V. (2:4 i. E.) | Äänekosken Huima          |
| FC Kurenpojat                   | 2:3                   | Kajaanin Haka             |
| Ylöjärven Pallo                 | 2:1                   | Oulun Luistinseura        |
| Tornion Pallo -47               | 1:2 n. V.             | Haukiputaan Pallo         |
| PV-J Kokkola U-20               | 0:1                   | FC Korsholm               |
| Vasa BK-IFK                     | 2:4                   | PV-J Kokkola              |
| Sepsi-78 Seinäjoki              | 0:2                   | Gamlakarleby BK           |
| Komu FT 134                     | 2:6                   | Nykarleby IK              |
| Athletico Jerkku                | 0:5                   | FC Viikingit              |
| Tervakosken Pato                | 1:8                   | FC Kontu                  |
| HJK Helsinki U-20               | 2:1                   | FC Espoo                  |
| Nummelan Palloseura             | 1:2                   | Pohjois-Haagan Urheilijat |
| Ekenäs IF                       | 1:4                   | IF Gnistan                |
| Hyvinkään Palloseura            | 3:3 n. V. (5:4 i. E.) | Leppävaaran Pallo         |
| Roihuvuoren Urheilijat          | 1:0                   | Lohjan Pallo              |
| Malmin Palloseura               | 1:2 n. V.             | Käpylän Pallo             |
| Kerkoonn Urheilijat             | 3:4 n. V.             | AC Vantaa                 |
| Jokelan Kisa                    | 2:3                   | KKK Masi Helsinki         |
| Riipilän Raketti                | 2:3                   | Malmin Ponnistajat        |
| Vantaan Jalkapalloseura         | 1:1 n. V. (3:2 i. E.) | FC Kiffen 08 Helsinki     |
| Grankulla IFK                   | 2:1 n. V.             | Keravan Pallo-75          |
| Pallo-Iirot Rauma U-20          | 1:4                   | Kokemäen Kova-Väki        |
| FC Rauma                        | 0:1                   | PP-70 Tampere             |
| Ilves Tampere U-20              | 0:3                   | Turun Pallokerho          |
| Tampereen Kisa-Toverit          | 0:6                   | Salon Palloilijat         |
| Inter Turku U-20                | 3:3 n. V. (2:4 i. E.) | Naantalin VG-62           |
| Toijalan Pallo -49              | 1:4                   | PS-44 Valkeakoski         |
| Ylöjärven Ryhti                 | 0:2                   | Kaarinan Pojat            |
| Valkeakosken Koskenpojat        | 1:0                   | Euran Pallo               |

## 4. Runde
In dieser Runde stiegen 19 Zweitligisten ein.
|                          | Ergebnis              |                           |
| ------------------------ | --------------------- | ------------------------- |
| Haukiputaan Pallo        | 0:8                   | FF Jaro                   |
| Tervarit Oulu            | 3:2                   | PS Kemi Kings             |
| Ylöjärven Pallo          | 2:1 n. V.             | Kajaanin Haka             |
| Mikkelin Pallo           | 03:0 1                | FC Mikkeli                |
| Iisalmen Pallo-Veikot    | 1:0                   | Pallo-Kerho 37            |
| SC Zulimanit             | 0:2                   | Joensuun Pallo            |
| JK Rakuunat              | 2:1                   | Kuopion PS                |
| Valkeakosken Koskenpojat | 1:4                   | Turun Pallokerho          |
| Kokemäen Kova-Väki       | 2:1                   | PP-70 Tampere             |
| Kaarinan Pojat           | 0:5                   | FC Hämeenlinna            |
| Naantalin VG-62          | 3:4                   | Salon Palloilijat         |
| Tampereen Pallo-Veikot   | 2:3 n. V.             | Nokian Pyry JK            |
| ÅIFK Turku               | 1:2 n. V.             | Pallo-Iirot Rauma         |
| IF Gnistan               | 1:0                   | FC Honka Espoo            |
| Grankulla IFK            | 0:1                   | Helsingfors IFK           |
| Käpylän Pallo            | 0:4                   | AC Vantaa                 |
| Valkealan Kajo           | 0:6                   | FC Kontu                  |
| FC Kuusankoski           | 2:4 n. V.             | Riihimäen Palloseura      |
| KKK Masi Helsinki        | 2:2 n. V. (3:4 i. E.) | Vantaan Jalkapalloseura   |
| Roihuvuoren Urheilijat   | 0:0 n. V. (3:4 i. E.) | Pohjois-Haagan Urheilijat |
| HJK Helsinki U-20        | 0:5                   | PS-44 Valkeakoski         |
| FC Viikingit             | 1:4                   | Hyvinkään Palloseura      |
| Atlantis FC              | 2:4 n. V.             | FC Jokrut                 |
| Karhulan Peli-Karhut     | 5:4                   | Malmin Ponnistajat        |
| Äänekosken Huima         | 0:1                   | Gamlakarleby BK           |
| FC Korsholm              | 5:0                   | Nykarleby IK              |
| PV-J Kokkola             | 1:1 n. V. (5:3 i. E.) | TP-Seinäjoki              |
| Musan Salama             | 00:3 2                | IF Närpes Kraft           |

## 5. Runde
|                           | Ergebnis              |                         |
| ------------------------- | --------------------- | ----------------------- |
| Karhulan Peli-Karhut      | 1:2                   | Vantaan Jalkapalloseura |
| IF Gnistan                | 2:0                   | Helsingfors IFK         |
| PS-44 Valkeakoski         | 2:3                   | FC Jokrut               |
| Pohjois-Haagan Urheilijat | 0:3                   | AC Vantaa               |
| Hyvinkään Palloseura      | 3:3 n. V. (4:5 i. E.) | FC Kontu                |
| Kokemäen Kova-Väki        | 1:2                   | IF Närpes Kraft         |
| FC Hämeenlinna            | 5:2                   | Pallo-Iirot Rauma       |
| Turun Pallokerho          | 2:4 n. V.             | Nokian Pyry JK          |
| Riihimäen Palloseura      | 4:2                   | Salon Palloilijat       |
| Iisalmen Pallo-Veikot     | 0:4                   | JK Rakuunat             |
| Mikkelin Pallo            | 1:3                   | Joensuun Pallo          |
| PV-J Kokkola              | 2:1                   | Tervarit Oulu           |
| FC Korsholm               | 2:5                   | Gamlakarleby BK         |
| Ylöjärven Pallo           | 0:7                   | FF Jaro                 |

## 6. Runde
In dieser Runde stiegen sechs Erstligisten ein.
|                         | Ergebnis              |                            |
| ----------------------- | --------------------- | -------------------------- |
| IF Närpes Kraft         | 0:1                   | Turku PS                   |
| AC Vantaa               | 3:1                   | Nokian Pyry JK             |
| Gamlakarleby BK         | 0:2                   | FF Jaro                    |
| Riihimäen Palloseura    | 3:3 n. V. (4:1 i. E.) | FC Jokrut                  |
| IF Gnistan              | 0:1                   | FC Kontu                   |
| PV-J Kokkola            | 2:5 n. V.             | FC Lahti                   |
| FC Hämeenlinna          | 1:0                   | Rovaniemi PS               |
| Vantaan Jalkapalloseura | 1:0 n. V.             | Joensuun Pallo             |
| Inter Turku             | ?:?                   | FC Jazz Pori               |
| JK Rakuunat             | 0:4                   | Kotkan Työväen Palloilijat |

## 7. Runde
In dieser Runde stiegen weitere sechs Erstligisten ein.
|                         | Ergebnis  |                            |
| ----------------------- | --------- | -------------------------- |
| FC Hämeenlinna          | 2:3       | FC Lahti                   |
| AC Vantaa               | 5:1       | FC Kontu                   |
| Riihimäen Palloseura    | 1:0       | Turku PS                   |
| HJK Helsinki            | 3:0       | Tampere United             |
| Haka Valkeakoski        | 1:2 n. V. | Inter Turku                |
| Vantaan Jalkapalloseura | 0:4       | Vaasan PS                  |
| FC Jokerit              | 1:2       | Kotkan Työväen Palloilijat |
| FF Jaro                 | 1:0       | Myllykosken Pallo -47      |

## Viertelfinale
|                            | Ergebnis |                      |
| -------------------------- | -------- | -------------------- |
| FC Lahti                   | 3:0      | AC Vantaa            |
| Kotkan Työväen Palloilijat | 5:0      | Riihimäen Palloseura |
| HJK Helsinki               | 4:0      | FF Jaro              |
| Vaasan PS                  | 1:3      | Inter Turku          |

## Halbfinale
|                            | Ergebnis |             |
| -------------------------- | -------- | ----------- |
| Kotkan Työväen Palloilijat | 3:0      | FC Lahti    |
| HJK Helsinki               | 2:1      | Inter Turku |

## Finale
| Paarung                    | HJK Helsinki – Kotkan Työväen Palloilijat |
| Ergebnis                   | 1:0 (0:0) |
| Datum                      | 10. November 2000 um 20:00 Uhr (19:00 Uhr MEZ) |
| Stadion                    | Finnair Stadium, Helsinki |
| Zuschauer                  | 3.471 |
| Schiedsrichter             | Ronny Bränbakka |
| Tore                       | 1:0 Janne Saarinen (83.) |
| HJK Helsinki               | Jani Viander – Toni Kuivasto, Markus Heikkinen, Jarmo Saastamoinen, Aarno Turpeinen – Aleksei Jeremenko (90. Sami Ylä-Jussila), Ville Nylund, Toni Kallio, Janne Saarinen – Paulus Roiha, Luiz Antonio (62. Hannu Haarala)             |
| Kotkan Työväen Palloilijat | Zsolt Petry – Toomas Kallaste, Petri Lehtonen, Aleksei Goulo (49. Moilanen), Toni Tervonen – Tuomo Paakkari, Martin Reim, Antti Väisänen (76. Miika Juntunen), Petri Ihonen – Severi Keskitalo, Jokke Kangaskorpi (86. Kim Liljeqvist) |